# Mississippi (rivier)

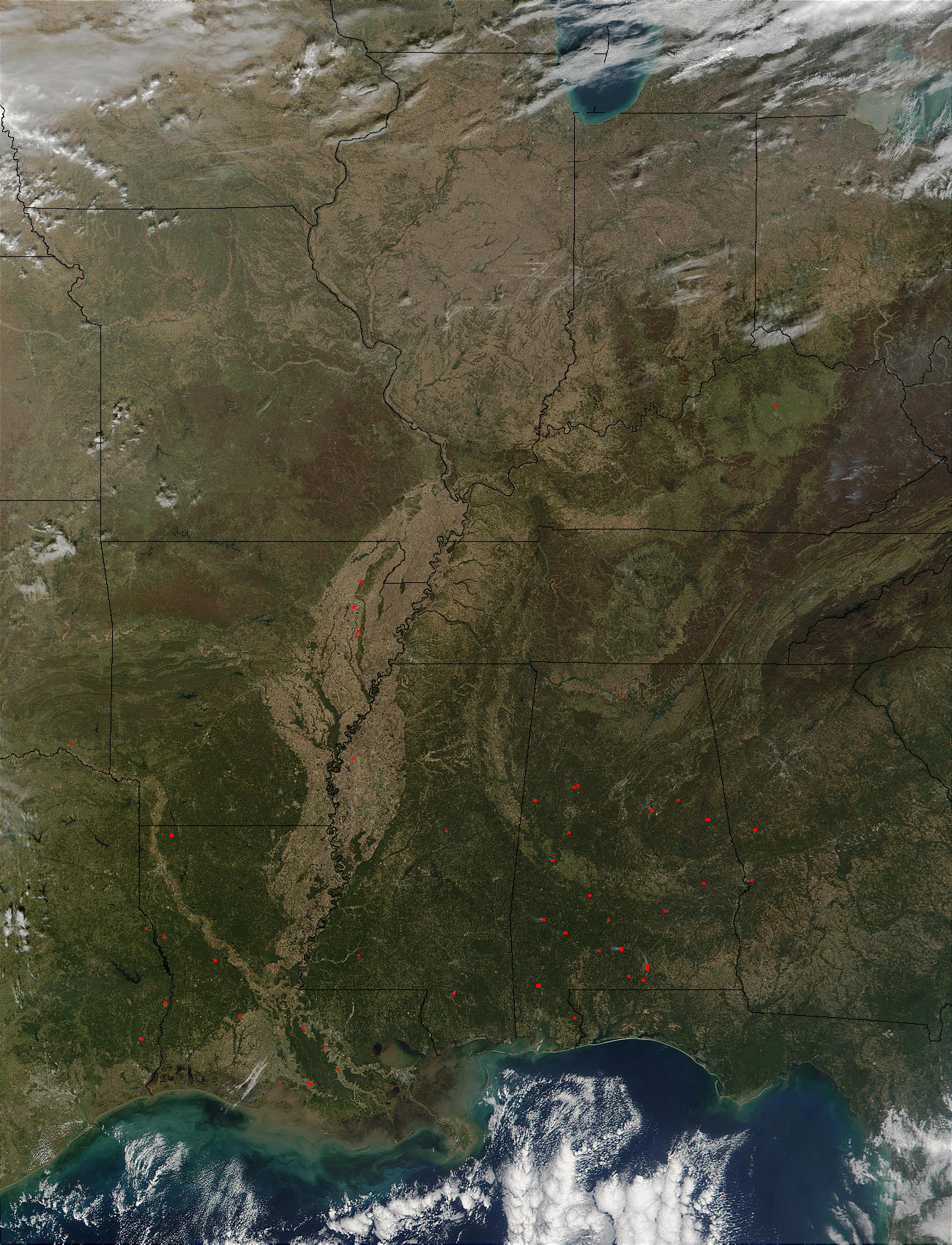
Satellietfoto van de Mississippidelta in 2001

De Mississippi is, samen met de Missouri, de langste rivier (3766 kilometer lang) van Noord-Amerika. De naam komt van het Ojibweg-woord Messipi, wat groot water betekent. De rivier stroomt door of langs de staten Minnesota, Wisconsin, Iowa, Illinois, Missouri, Kentucky, Tennessee, Arkansas, Mississippi en Louisiana, en komt uit in de Golf van Mexico.

## Zijrivieren
De belangrijkste zijrivier is de Missouri, die in Saint Louis met de Mississippi samenkomt. De Missouri is tot aan de samenstroming langer dan de Mississippi in zijn geheel (dus vanaf de bron tot aan de Golf van Mexico) maar wordt toch als zij- en niet als hoofdrivier beschouwd. De Mississippi-Missouri behoort tot de langste rivieren van de wereld. Andere belangrijke zijrivieren zijn de Ohio, de Arkansas en de Red River.

## Loop van de rivier
De Mississippi ontspringt in het Itascameer in het noorden van Minnesota. De rivier is hier nog niet meer dan een beekje van hooguit drie meter breed met helder water dat door de moerassen loopt. Het is in dit moerasgebied een vlechtende rivier, wat inhoudt dat er veel kleine stroompjes zijn die vaak van loop veranderen.
Bij Saint Cloud komen de eerste grotere zijrivieren bij de Mississippi. Dit heeft tot gevolg dat het beekje een steeds grotere en bredere rivier wordt. Ook hier is de rivier nog overwegend vlechtend van aard. Van Minneapolis tot Saint Louis vloeit de Mississippi door uiterwaarden tussen hoge, steile oevers, waar de loop nog steeds verandert.
Na de plaats Cairo in Illinois begint de rivier te meanderen.  De bochten worden slechts traag wijder.
De rivier krijgt een machtige omvang als de grootste zijrivier erbij komt, de Missouri. De Mississippi wordt dan in een keer een stuk breder en het water wordt ook troebeler door een grote hoeveelheid sediment in suspensie.
Na de samenvloeiing met de Missouri stroomt de rivier zuidwaarts tot de samenvloeiing met de Red River aan de noordgrens van de staat Louisiana. Hier begint de rivier te vertakken alvorens met een delta in de Golf van Mexico uit te monden. De Mississippi splitst eerst af van de belangrijkste aftakking, de Atchafalaya. Deze stroom takt af bij Simmesport in Louisiana, even nadat de Red River met zijn debiet de beide stromen voedt. Een waterbouwwerk, de Old River Control System, controleert sinds de aanleg in 1963 de hoeveelheid water die hier aan het debiet van de Mississippi wordt ontnomen. De installatie, beheerd door de United States Army Corps of Engineers, staat ingesteld dat 30% van het debiet via de korte bedding van de "Old River" naar de Atchafalaya stroomt. Door de kracht van de rivier en de ligging van de stroombedding zal de Atchafalaya waarschijnlijk in de toekomst de natuurlijke monding van de Mississippi worden. Dit fenomeen, avulsie of "delta switching" genoemd, zou rampzalig zijn voor de grote zeehaven aan de monding van de Mississippi, de haven van South Louisiana. Zolang de stuwen aan de Old River het water kunnen tegenhouden, behoudt de Mississippi evenwel zijn huidige route. Bij een te groot debiet beschikken de United States Army Corps of Engineers nog over de mogelijkheid bijkomend even stroomafwaarts van de aftakking water af te voeren door het openen van de Morganza Spillway. Dit is sinds de aanleg van deze noodoverlaat nog slechts tweemaal gebeurd, in 1973 en 2011.
De met stuwen en dammen gecontroleerde waterloop van de rivier eindigt met de Mississippidelta in de Golf van Mexico. Deze delta bestaat uit een groot netwerk van rivierlopen met veel zandeilandjes die gevormd worden door het sediment dat de rivier er afzet.

## Steden
In de tijd van de indianen bestond rondom de Mississippi een stedelijk netwerk. Hiervan was Cahokia (in wat nu Illinois is) eeuwenlang de voornaamste nederzetting langs de rivier. Hoewel Europeanen het gebied lange tijd met rust lieten, werd de bevolking gedecimeerd door geïmporteerde ziekten zoals pokken. Sommige volkeren namen een nomadische levensstijl aan met behulp van verwilderde en opnieuw getemde paarden. De steden werden verlaten en vervielen.
Moderne steden aan de Mississippi zijn onder meer Minneapolis-Saint Paul, Davenport, Saint Louis, Memphis, Baton Rouge en New Orleans.

## Komst van de Europeanen
De eerste Europeaan die de Mississippi zag was waarschijnlijk de Spanjaard Hernando de Soto in 1541. Hij stierf het jaar daarop bij de rivier. De Fransen Louis Joliet en Jacques Marquette verkenden een groot deel van de Mississippi in 1673 en hun landgenoot René Robert Cavelier, Sieur de La Salle zakte in 1682 de rivier af tot aan de monding. Het gebied rond de rivier werd aanvankelijk Frans gebied, onder de naam Louisiana. In 1832 voer de geoloog, geograaf en antropoloog Henry Schoolcraft stroomopwaarts tot hij de bron van de rivier ontdekte in het Itascameer.
De Mississippi zorgde ook voor wateroverlast. In 1993 stond de omgeving van St. Louis 144 dagen onder water.